# Николай Дамаски
Николай от Дамаск (на гръцки: Νικόλαος Δαμασκηνός, Николаос Дамаскинос) е Сирийски историк и философ, живял по времето на император Октавиан Август. Името му е свързано с неговото родно място, Дамаск. Роден е около 64 пр.н.е. 
Той е близък приятел на Ирод Велики, при когото живее дълго време и служи като дворцов съветник и историк. Работи и в канцеларията на Октавиан Август. Според Софроний е учител на децата на Марк Антоний и Клеопатра VII . Отива в Рим с Ирод Аркелай 
Творчеството му е голямо, по почти всичко е загубено. Най-голямото и значимо негово произведение е История (Historiai или Archaiologia) в 144 книги. В нея е представена световната история на от древни времена (Асирия, Междуречието, Лидия, Персия, Троянската война) до смъртта на Ирод. Историта на Николай от Дамаск са използвали Страбон, Йосиф Флавий, Плутарх и Евсевий. Сред другите му произведения са посветеното на Ирод Велики съчинение „За обичаите“, автобиография, биография на Август. Освен тях Николай от Дамаск е автор на няколко незапазени философиски, ботанически и зоологически съчинения, както и на няколко трагедии и комедии.